# 陽性星宮
陽性星宮（英語：Positive sign），又稱主動星宮、男性星宮等，又可與中國傳統陰陽之「陽」比，指的是氣象及火象之六個星宮，即氣象之天秤宮、寶瓶宮、雙子宮以及火象之白羊宮、獅子宮及人馬宮，代表的是外向、主動、動態的特質。